# Visio Gunthelmi
(Visio Gunthelmi)
La Visio Gunthelmi è una visione di un monaco cistercense inglese, databile al XII secolo. È un testo particolarmente dialogico, dotato di un'introduzione e una conclusione più formali, e connotato da un carattere fortemente personale.

## Trama
La visio ha come protagonista un uomo inglese, divenuto famoso per la sua forza fisica, immaginiamo quindi un cavaliere, poi pentito, in cerca di un modo per redimersi dai suoi peccati. In un primo momento ritiene di dover partire per Gerusalemme, per mettere la sua forza a servizio della causa cristiana, ma prima di prendere una decisione chiede consiglio ad un vicino monastero cistercense, dove gli viene indicata dal monaco la strada migliore per il pentimento: rimanere nel monastero, convertirsi a Dio e accettare il laborem penitentiae. Poco dopo, però, torna impaziente alla lotta, e così al proposito di ripartire per la crociata: sed de dilatione periculi, salus se non distulit ad inuitum accedere.
Una notte, tornando dai bagni, vede sulla trave della cella un demone nelle sembianze di una scimmia, da cui viene attaccato fino a rimanere in fin di vita. L'espediente che conduce Guntelmo in stato di morte apparente è quindi un assalto fisico: iniziamo qui a riscontrare l'ironia del redattore, che, dopo aver celebrato il protagonista per la sua forza fisica, lo fa battere non da un suo pari, bensì da una scimmia. La morale cristiana sembra chiara già da ora: la potenza fisica non comporta alcun vantaggio all'interno della vita monastica. 

### Prima parte
In questo stato di semi-morte inizia la visione, e al novizio appare san Benedetto, che solleva lo spirito dal corpo, e gli chiede di seguirlo. L'adesione alle usanze monastiche per Guntelmo risulta incompleta, e infatti egli è ancora un novizio, come possiamo notare dall'erroneo saluto posto a Benedetto: ogni altro personaggio, come da regola benedettina, risponde "dominum" dopo l'annuncio "benedicite" del santo; Guntelmo, invece, replica di nuovo con "benedicite".
Il percorso inizia su una scala dai gradini stretti e ripidi, sui quali dei demoni tormentano tutti i passanti, non avvicinandosi al santo ma percuotendo violentemente il discepolo, che inizia a indebolirsi e fatica a seguire la guida. Interviene così il santo, che pone la mano sul capo dell'afflitto, facendolo subito riprendere. Un elemento fondamentale in questa prima parte del testo è questa scala, che svolge tre funzioni: collegamento fisico con la terra, perché è il punto di partenza per il cammino verso l'aldilà; strumento di prova, data la presenza dei demoni e la fatica provata per superare ogni gradino; simbolo dell'ascesa spirituale e monastica, come osserva Benedetto stesso nella sua Regula monasteriorum. La difficoltà nell'ascesa delle scale offre la possibilità di inserire anche il topos della difesa del visionario da parte della guida: Guntelmo è affaticato, lungo la salita, dagli attacchi dei demoni, e necessita dell'intervento di Benedetto per poter proseguire; il santo non impedisce che il discepolo sia leso, ma gli fornisce forza per poter proseguire nonostante fatica e dolore.
Alla fine di questi gradini, i due arrivano nella serenissimam regionem di aria pura, un luogo di vegetazione straordinaria in cui si trova una piccola cappella fluttuante in aria. L'edificio è così piccolo che alla meraviglia del novizio san Benedetto risponde, quasi anticipando una domanda, spiegandogli che le opere divine non vanno misurate in humano more. La presenza della cappella è innovativa: questo risulta infatti il primo testo in cui compare un edificio sacro nell'aldilà, l'immagine troverà seguaci in due testi successivi, la visione di Godescalco e la Visio Thurkilii.  Nella cappella si trova un coro di uomini vestiti di bianco seduti in cerchio, con la madre di Dio presente tra loro: san Benedetto si avvicina e lei chiede di presentarle il novizio, al quale pone subito una domanda: Vis in domo mea ad seruiendum michi sicut coepisti semper perseuerare?. Il dialogo tra Maria e Guntelmo è un tratto di assoluta novità: la Vergine dichiara infatti di aver chiesto personalmente la visita del novizio, e gli chiede un giuramento di fedeltà. Il discepolo viene quindi fatto allontanare per assistere alla scena della lavanda dei piedi operata da Maria agli uomini seduti in cerchio, con l'ausilio di san Benedetto: il santo raccomanda a Guntelmo di osservare attentamente la scena, che simboleggia infatti l'atteggiamento di umiltà necessario per giungere alla salvezza dell'anima, precetto che verrà poi ribadito anche dal successivo incontro con Matteo.
Il viaggio prosegue nel locus amoenus, dove i due trovano una moltitudine di religiosi, alcuni dei quali coronati, altri con la corona di fiori a terra, in attesa di poterla indossare, gesto che potrebbe allora simboleggiare la condizione di raggiunta beatitudine: l'attesa sarebbe quindi una sorta di Purgatorio in cui le anime sono gaie ma non ancora beate.  Uno di questi religiosi si presenta come Matteo e chiede di poter parlare con il novizio, chiamandolo per nome. È qui che per la prima volta sentiamo il nome di Guntelmo. Matteo racconta di aver vissuto nello stesso monastero e chiede al compagno di raccomandare all'abate una disciplina dell'ordine più attenta e precisa; racconta poi la propria storia, e l'invidia provata quando, nel momento della morte, aveva visto una corona arrivare dal cielo e aveva capito non sarebbe stata per sé; pentitosi del cattivo sentimento, si era poi confessato con l'abate. Matteo indica così a Guntelmo la strada per la salvezza, e riecheggiano nuovamente le parole della Regula. Viene qui ripresa anche l'immagine della scala, nei termini di un legame tra la possibilità di ascendere nei luoghi da cui Matteo parla e la fedeltà ad una corretta adesione alla regola monastica, sottolineando che molti imboccano la salita ma non tutti riescono a portarla a termine.

### Seconda parte
La parola passa a san Benedetto, che si rivolge all'arcangelo Raffaele, cui è affidata la guida del discepolo per il restante viaggio. Inizia qui il viaggio verso il Paradiso: splendenti mura dorate, e una porta sontuosa e riccamente decorata, al cui interno si snoda la bellezza del Paradiso, con un giardino variopinto e un'abbondanza di fonti d'acqua. La descrizione qui rispecchia i topoi della Gerusalemme celeste apocalittica, e nell'ulteriore locus amoenus entro le mura, ritroviamo i topoi del paradiso terrestre della Genesi. Qui si trova una fonte e un pozzo dal quale sgorgano quattro fiumi che dividono la città celeste, come già era apparso nella Visio Pauli. Dopo un breve momento di riposo, l'arcangelo conduce Guntelmo da un uomo, il primus parens humani generis, Adamo: egli non è completamente vestito, perché con il peccato capitale era stato spogliato, e riconquista parti di veste per ogni uomo giusto che arriva in Paradiso; e come i meriti degli uomini giusti sono diversi, così anche l'abito di Adamo è variopinto. Guntelmo sottolinea che la veste lo dovrà avvolgere dai piedi fino al petto, alludendo alla lunga attesa prima che potrà essere completamente vestito, e dunque una lunga attesa prima del giorno del giudizio. La presenza di Adamo nelle visioni mediolatine è riscontrata in soli altri due testi: il Tractatus de Purgatorio Sancti Patricii e la Visio Thurkilii. In particolare, nel secondo testo, nonostante la visio Gunthelmi non appaia nella Prefatio tra i testi conosciuti dall'autore, sembra evidente che l'immagine di Adamo, privo di vesti e in attesa di essere di nuovo coperto, derivi proprio dalla lettura della nostra visione.
Anche nella visita del Paradiso è possibile riscontrare l'ironia della guida nei confronti della meraviglia di Guntelmo davanti alla porta e alla fonte pura: «Quid miraris? Porta (…) fecit portam» e «quid miraris? Fons fecit fontem».
Il cammino prosegue verso la terram tenebrarum et miseriae, attraverso una strada ripida e scivolosa, ma Raffaele specifica subito che non si tratta dell'Inferno: le tenebrose torri che Guntelmo vede sono camini infernali dai quali il fuoco infernale emette le sue fiamme. Qui è resa evidente la capacità delle due guide di leggere i pensieri del visionario, rispondendo ai suoi dubbi senza che essi vengano menzionati: san Benedetto aveva saputo rispondere ai pensieri di Guntelmo riguardo alla cappella senza che egli li avessi dichiarati ad alta voce; san Raffaele ora fa lo stesso quando capisce che il discepolo crede di vedere i luoghi dell'Inferno.
L'arcangelo mostra poi tre uomini, e le penitenze a cui sono condannati per l'eternità: il primo, un potente vissuto nella lussuria e gola, viene punito con il fuoco che aveva cercato in vita, ed è ritratto torturato su un seggio ardente, sul quale alcuni demoni in sembianza di donne gli fanno ingerire candele infuocate, che il peccatore espelle dai genitali; la seconda pena mette in gioco il topos della cottura del dannato, un nobile spietato in vita, che ora subisce torture da morto; il terzo uomo è un soldato povero, macchiatosi del furto di una capra di una fanciulla, ed entrato in monastero per redimersi: egli indossa armamenti infuocati e siede su un cavallo ardente, sul cui collo si trova una capra, e sulla cui coda è legato l'abito monastico. La posizione della tonaca sottolinea la distanza da una sincera vita monastica, intrapresa dal soldato sul finire della vita solo per cercare approvazione umana, non per sincera vocazione. Anche in quest'ultimo caso troviamo un'immagine simile nella punizione a un dannato all'interno della Visio Thurkilii: il nesso tra queste due visiones, che non ha però esplicito riferimento nella Prefatio, può essere giustificato con la mediazione della visione di un monaco di Eynsham, che ha molti punti in contatto con la Visio Gunthelmi, e citata dal redattore della Visio Thurkilii. È possibile trovare un collegamento tra le due visiones anche nella descrizione teatrale della quarta pena.
Monaci e monache in una situazione caotica, simulano le azioni per le quali sono dannate, quasi in una recita perenne, e vengono colpiti da ministri tartarei con grossi bastoni, fino ad essere ripetutamente uccisi.
Dopo questo incontro, san Raffaele conduce Guntelmo all'Inferno Inferiore e gli suggerisce di alzare lo sguardo: il novizio vede così un uomo attaccato a una ruota infuocata, che inizia a precipitare con movimento ciclico, provocando un suono fortissimo. La ruota sprofonda nel pozzo dell'inferno e il dannato, roteando con gran rumore, percorre tutto l'inferno, offrendosi così alla frustrazione di ogni dannato, libero di riversare su di lui colpi e biasimi. Raffaele presenta l'identità del dannato: Giuda, il traditore di Gesù, che ha peccato di avidità, tradimento, e suicidio per impiccagione.
I due compagni tornano ora ad superiora loca, dove vedono un angelo incaricato di portare e guidare il sole, e mentre Guntelmo rimane ad ammirare il ciclo da Oriente a Occidente, il santo gli spiega la profondità dell'amore di Dio per le sue creature, di cui il sole e il suo timoniere sono testimoni: tutti gli uomini, come il sole, hanno un angelo che li assiste e li protegge dal male. L'immagine del sole serve quindi per ribadire a Guntelmo l'amore di Dio verso gli uomini.
La visione si conclude con l'ordine di Raffaele di tacere in terra della sua visione, rivelandola solo al suo confessore, l'abate, in una confessione segreta.
L'anima di Guntelmo fa quindi ritorno al corpo, e ne segue il risveglio; dimentico dell'appunto dell'arcangelo, il novizio rende pubblico il segreto, raccontando della sua visio. Ritorna quindi san Benedetto in apparizione, che colpisce con il bastone pastorale la bocca di Guntelmo e il dito, posto a proteggere la bocca: Guntelmo pagherà con nove giorni di silenzio il suo peccato di parola, con la mano tumefatta, indice della colpa e testimone della penitenza, testimonianza del legame effettivo tra Guntelmo e i mondi dell'aldilà. Ritrovata la parola, Guntelmo rispetta l'ordine, e racconta della sua visione solo all'abate che, non avendo alcun ordine di segretezza a cui rispondere, rende pubblica la visione per utilità del prossimo e amore di Dio. 

## Finalità della visio
Una peculiarità di questa visione è il carattere personale che essa assume: lo scopo principale del viaggio sembra infatti essere quello di ammonire Guntelmo ad abbandonare il proposito di partire come crociato, per rimanere nel monastero cistercense ed ottenere la salvezza della propria anima.
Sembra che ogni aspetto di questa visione sia costruito in funzione della salvezza personale di Guntelmo: la scelta di san Benedetto, fondatore dell'ordine monastico a cui aderisce il novizio, come prima guida; ma anche l'intimazione di san Raffaele affinché Guntelmo riveli la visione solo all'abate del monastero, nella segretezza di una confessione, come si trattasse di un peccato personale da cui il peccatore deve redimersi.
Inoltre, le anime incontrate nell'Inferno sono solo quelle di potenti, cavalieri o monaci, mentre nel locus amoenus si attesta la sola presenza di anime di monaci o novizi: non appaiono quindi chierici. Tutto l'aldilà si basa sull'opposizione tra vita monastica e vita secolare, come a sottolineare l'opposizione tra la positività di una vita monastica (disciplinata secondo i principi dettati dal confratello Matteo), e la pericolosità di una vita laica (che Guntelmo aveva fino a poco prima condotto).

## Tradizione manoscritta e edizioni
L'edizione critica di riferimento dell'opera è a cura di G. Constable. L'opera si trova in un vasto numero di manoscritti del nord Europa, e vale la pena ricordare anche la sintesi della visione che Elinando de Froidmont inserisce nelle sue cronache (datandola 1161), copiata poi da Vincenzo di Beauvais nel suo Speculum Historiale. Un importante testimone è il manoscritto dell'abbazia benedettina di Anchin, vicino a Douai (oggi Douai, Bibliothèque Municipale, 381 (D), ff. 127v – 131r), dove troviamo una raccolta di opere di Pietro il Venerabile: è questo il testo su cui poggia l'edizione di Constable, fatta eccezione per alcuni passaggi in cui il manoscritto si mostra chiaramente in errore o conflitto con gli altri codici. Constable analizza tre visioni (quella di Guntelmo e due esperite da un monaco di Savigny), spesso messe in relazione con la prima e la seconda versione del De Miraculis di Pietro il Venerabile; i tre testi sono della stessa mano, e si trovano insieme nel manoscritto di Douai, ma anche in altri codici: Brussels, Bibliothèque royale, 7797-806 (XIII, Tongeren) e II.942 (XII-XIII, Cambron); Copenaghen, Kongelige Bibliotek, Gl. kgl. S. 1361 (XIII, Cismar); München, Bayerische Staatsbibliothek, Clm 14682 (Emg 66) (XIII-XIV, St Emmeran); Paris, Bibliothèque nationale de France, lat. 14463 (XII, St-Victor); Saint-Omer, Bibliothèque municipale 238 (XII, St-Bertin). Spesso queste tre visioni sono inoltre incluse in alcuni manoscritti di raccolte di leggende della Vergine: Cambridge, Sidney Sussex College, 95 (XV, ?Thorney); Charleville, Bibliothèque municipale, 168 (XIII, Signy); Paris, Bibliothèque nationale de France, lat. 17491 (XII, Jacobins of Rue St-Jacques); Rouen, Bibliothèque municipale, U 134 (XIII, Jumièges) e A 535 (XIV, Jumièges). Constable ha potuto analizzare il ms. di Cambridge, in cui la copia della visione di Guntelmo è sufficientemente corrotta da ipotizzare che questi manoscritti siano testualmente di scarso valore.
Il grande numero e la distribuzione dei codici sono indice della vasta diffusione di questi testi nel Medioevo, soprattutto nel nord Europa; in particolare si può constatare come la visione di Guntelmo fosse conosciuta sia nella sua versione completa sia tramite il testo di Elinando de Froidmont. Esiste anche una versione del testo nella letteratura visionaria norvegese, che in comunione con la Visio Tnugdali e la Visio Thurkilli, sembra essere stata la principale fonte per la stesura del Draumkvæde, la più conosciuta e la maggiormente studiata tra le ballate popolari Norvegesi.

## Datazione e attribuzione
La raccolta di opere di Pietro il Venerabile nel manoscritto di Douai 381 è stata completata sicuramente prima del 1165 e dopo la morte di Pietro; la datazione di Elinando è da prendere con cautela, ma può fornire un terminus ante quem valido. Gli avvenimenti hanno luogo in un monastero cistercense inglese, e dunque il terminus post quem può essere il 1128 (data di fondazione dell'abbazia di Waverley, la prima abbazia cistercense in Inghilterra) anche se il testo sembra essere stato scritto in Francia: i due manoscritti più antichi (tra cui Douai) sono francesi e Elinando visse vicino a Beauvais, il che ci può far pensare che la stesura dell'opera sia avvenuta in questa area.
Gli unici indizi più precisi, ma non per questo più sicuri, per identificare il monastero del testo con quello di Rievaulx, fondato nel 1132/1133, sono riscontrabili nell'attestazione della presenza, in quella sede, di due monaci di nome Guglielmo (seconda variante con cui il nostro visionario è nominato nei testi), Matteo (un altro abate del monastero) e un abate di nome Ailred (del quale si lamentava il lassismo nell'applicazione della regola monastica). Carozzi, prendendo in considerazione quest'ipotesi di localizzazione, identifica una possibile giustificazione per la mancanza di informazioni precise sull'abbazia di Gunthelm: la volontà di discrezione del redattore che, conscio della critica implicita presente nel testo riguardo all'abate Ailred, potrebbe aver preferito mantenere i riferimenti vaghi. Ailred di Rievaulx, abate dal 1147, aveva goduto di un grande prestigio. Rimane comunque un'ipotesi troppo difficile da dimostrare, perché la sola presenza dei nomi dei personaggi, per altro molto diffusi, non può permettere un'identificazione certa.
La localizzazione e datazione risultano sfumate anche nel testo stesso, perché l'autore afferma solamente che gli avvenimenti si verificano in un monastero cistercense e che il visionario è un inglese. L'assenza di manoscritti inglesi precedenti al XV secolo, epoca in cui la storia già sicuramente circolava, fino ad essere conosciuta in Norvegia, può farci dubitare anche della sua origine. Il racconto, inoltre, si trova spesso accompagnato da altri due miracoli, che sono però precisamente definiti nello spazio e nelle identità dei personaggi: entrambi avvengono al monastero di Savigny, sotto l'abate Serlon, e il personaggio che beneficia dei miracoli non viene nominato, ma dichiara di essere in rapporti stretti con l'abate.
La Visio Gunthelmi presenta anche un problema di attribuzione, perché il rapporto tra il visionario e il redattore è molto debole. L'opera è frequentemente attribuita a Pietro il Venerabile, senza però prove che non siano puramente circostanziali: in alcuni manoscritti il testo si trova infatti con le due visioni del monaco di Savigny, e insieme vengono spesso messe in relazione con la prima e la seconda versione del De Miraculis di Pietro il Venerabile. Inoltre, come prova a favore di questa attribuzione, vi è una certa somiglianza stilistica e ideologica con le opere di Pietro. Accade quindi che l'attribuzione della Visio Gunthelmi all'autore avvenga senza però che il suo nome sia mai esplicitato in nessuno dei codici che la riporta.
Seguire la datazione della visio che fornisce Elinando di Froidmont (1161), risulta comunque impossibile, poiché Pietro muore nel 1156: prova però troppo debole per confutare l'attribuzione, sia perché Elinando compone le sue cronache un secolo dopo gli eventi, sia perché le visioni del monaco di Savigny sono databili al 1153.
Un altro motivo per pensare a un'attribuzione erronea è l'assenza di visiones nel catalogo delle opere di Pietro (stilato da Francisco de Rivo sulla base dei manoscritti delle sue opere presenti nell'abbazia di Cluny): in questo caso la prova risulta però non sufficiente.
La terza considerazione contro l'attribuzione delle visiones risiede nell'improbabilità che Pietro avesse deciso di trascrivere i resoconti delle visioni di un novizio cistercense e di un monaco di Savigny, che nei testi lo scrittore dichiara di aver conosciuto personalmente: anche qui, però, si può obiettare la presenza, nel De Miraculis, di un resoconto di una visione di un monaco cistercense di Bonnevaux, e quindi non è da escludere che l'autore ne avesse inserite ulteriori. Esistono inoltre altri testi visionari attribuiti a Pietro, il che permetterebbe di escludere le tre visioni come un unicum nel suo corpus di opere.
La più forte prova a favore rimane però l'inclusione delle tre visiones nel manoscritto Douai 381, che è il più antico e importante della collezione delle opere di Pietro il Venerabile, redatto nel monastero cluniacense di Anchin, e copiato dallo scriba Siger entro i dieci anni dalla morte dell'autore: lo scriba era sicuramente in contatto con Cluny e probabilmente anche con Pietro di Poitier, segretario del Venerabile. Siger aveva quindi tutte le possibilità per redigere un completo e autorevole corpus di opere dell'abate.
Rimane comunque la testimonianza che le tre visioni erano considerate opere di Pietro il Venerabile fin dai primi anni successivi alla sua morte, nonostante ad oggi non vi siano prove determinanti né per confermare né per negare l'attribuzione. 